# Alfred von Kesling
Alfred Maria Joseph Anton Franziskus Karl Agathon Freiherr von Kesling (* 12. Februar 1854 in Wildenberg; † 2. Oktober 1929 ebenda) war ein bayerischer Generalleutnant.

## Leben

### Herkunft
Alfred war ein Sohn des bayerischen Kämmerers Karl von Kesling (1819–1901) und dessen Ehefrau Adelheid, geborene Freiin von Perfall (1828–1906). Seine beiden jüngeren Zwillingsschwestern Maria (* 1864) und Elisabeth (1864–1919) standen im Hofdienst und waren Ehrendamen des Theresienordens.

### Militärkarriere
Nach dem Besuch des Humanistischen Gymnasiums trat Kesling 1872 als Freiwilliger in das 1. Artillerie-Regiment der Bayerischen Armee ein. Unter Beförderung zum Sekondeleutnant erfolgte am 18. Oktober 1874 seine Versetzung in das 4. Feldartillerie-Regiment. Nach einer zweijährigen Verwendung als Adjutant der II. Abteilung absolvierte Kesling 1882/85 zur weiteren Ausbildung die Kriegsakademie in München, die ihm die Qualifikation für die Höhere Adjutantur aussprach. Unter Stellung à la suite seines Regiments wurde er im März 1889 Adjutant der 2. Feldartillerie-Brigade und rückte Ende Oktober des Jahres zum Hauptmann auf. Mit der Ernennung zum Batteriechef im 1. Feldartillerie-Regiment „Prinzregent Luitpold“ trat Kesling am 1. Januar 1890 in den Truppendienst zurück und wurde im gleichen Jahr zum Kämmerer ernannt. Am 17. März 1897 avancierte er zum Major, trat Mitte August zum Stab des 4. Feldartillerie-Regiments „König“ und wurde Ende des Jahres zum Abteilungskommandeur ernannt. In gleicher Eigenschaft folgte zum 1. Oktober 1900 seine Versetzung in das neu geschaffene 6. Feldartillerie-Regiment und kurz darauf seine Beförderung zum Oberstleutnant. Mit der Neuformation des 11. Feldartillerie-Regiments trat Kesling zum 1. Oktober 1901 an die Spitze dieses Verbandes, um bereits am 26. Oktober 1901 das 7. Feldartillerie-Regiment „Prinzregent Luitpold“ zu übernehmen. Am 9. März 1903 wurde er Oberst und anlässlich des Militärjubiläums von Prinzregent Luitpold erhielt Kesling im März 1905 den Verdienstorden vom Heiligen Michael II. Klasse. Ende Mai 1905 wurde er als Kommandeur der 3. Feldartillerie-Brigade nach Landau in der Pfalz versetzt und am 28. Oktober des Jahres zum Generalmajor befördert. Mit seiner Versetzung nach Augsburg übernahm er am 26. April 1906 die 2. Feldartillerie-Brigade. In Genehmigung seines Abschiedsgesuches wurde Kesling am 5. August 1908 unter Verleihung des Sterns zum Militärverdienstorden II. Klasse mit der gesetzlichen Pension zur Disposition gestellt.
Unter Verleihung des Charakters als Generalleutnant wurde Kesling am 25. Mai 1914 zum Premierleutnant der Leibgarde der Hartschiere ernannt. Über den Ersten Weltkrieg hinaus war er bis 1919 Kommandeur der staatlichen Bewachungstruppe, die aus der Leibgarde hervorging und hatte im April 1918 die Erlaubnis zur Annahme des Sterns zum Roten Adlerorden II. Klasse erhalten.

### Familie
Kesling heiratete am 28. Juni 1887 in Wien Alice von Pongratz (* 1863). Aus der Ehe ging 1889 die Tochter Alix hervor.